# Adiós pequeña
Adiós pequeña es una película de cine española dirigida por Imanol Uribe basada en la novela El mono y el caballo de Andreu Martín. Para el extranjero la película se llamó Bilbao Blues.

## Reparto
| Actor               | Personaje       |
| ------------------- | --------------- |
| Ana Belén           | Beatriz Arteche |
| Fabio Testi         | Lucas Iturriaga |
| Nacho Martínez      |                 |
| Juan Echanove       |                 |
| Antonio Valero      |                 |
| Miguel Ortiz        |                 |
| José Manuel Cervino |                 |
| Marcel Bozzuffi     | Fidel Arteche   |
| Marisa Tejada       |                 |
| Juan Antonio Bardem |                 |
| Carlos Lucena       |                 |
| Ana Etxaniz         |                 |
| Ramón Barea         |                 |
| Julio Maruri        |                 |
| Evaristo Páramos    |                 |
| Juan Ángel Senguas  |                 |

## Argumento
Beatriz (Ana Belén) es una joven abogada que ha conseguido salir adelante gracias a la ayuda de su padre. Lucas (Fabio Testi) es un joven que se gana la vida de camello vendiendo cocaína.
- Datos: Q8188398